# Junior Lokosa
Junior Lokosa est un footballeur international nigérian né le 23 août 1993 à Badagry. Il évolue au poste d'attaquant à Enyimba FC.

## Carrière

### En club
Le 14 janvier 2019, il signe à l'Espérance sportive de Tunis. Depuis sa blessure aux ligaments croisés lors de la finale aller de la ligue des champions africaine 2019 face à widad Casablanca il n'a disputé aucun ce qui a obligé la direction de l'esperance à résilier à l'amiable son contrat.

### En sélection
Il joue sa première en sélection équipe du Nigeria le 28 mai 2018, en amical contre la République démocratique du Congo à Port Harcourt (score : 1-1). 

## Palmarès
- Meilleur buteur du championnat du Nigeria en 2018 avec 14 buts[2]
- Championnat de Tunisie : 2019
- Ligue des champions de la CAF : 2019